# فرانك إل. غيلبرت
فرانك إل. غيلبرت (بالإنجليزية: Frank L. Gilbert)‏ هو محامي وسياسي أمريكي، ولد في 3 مارس 1864، وتوفي في 10 أكتوبر 1930. حزبياً، نشط في الحزب الجمهوري.